# Rudolf Wittkower
Rudolf Wittkower (Berlín, 22 de junio de 1901-Nueva York, 11 de octubre de 1971) fue un historiador del arte alemán radicado en Inglaterra. 
Estudió un año de arquitectura en Berlín, para estudiar después Historia del arte en Múnich con Heinrich Wölfflin, y en Berlín con Adolph Goldschmidt. Gran experto del arte italiano renacentista y barroco, recibió la influencia de la iconología de Erwin Panofsky y las formas simbólicas de Ernst Cassirer, desmarcándose del formalismo de Wölfflin. Trabajó en el Instituto Warburg de Hamburgo y en Londres. En Nacidos bajo el signo de Saturno (1963) plasmó uno de los mejores tratados sobre la evolución de la condición social del artista, así como su carácter y conducta social.

## Obra
- Architectural Principles in the Age of Humanism (1949)
- Art and Architecture in Italy, 1600-1750 (1958)
- Bernini: The sculptor of the Roman Baroque (1955)
- Born under Saturn: The character and conduct of artists (con su mujer Margot Wittkower, 1963)
- Alegory and the Migration of Symbols (1977)
- Sculpture - Processes and Principles (1977)